# Francesc Badenes
Pour les articles homonymes, voir Badenes.
Francesc Badenes i Dalmau, né le 2 décembre 1858 à Alberic (province de Valence) et mort le 21 janvier 1917 à Valence, est un poète valencien, figure importante de la Renaixença au Pays valencien.

## Biographie
Il est membre de Lo Rat Penat et devient maître en gai savoir aux Jeux floraux de 1888. Ses idées progressistes le poussent toutefois à intégrer la société l'Oronella en 1898.
En 1908, il est le traducteur en castillan des poèmes de Jacint Verdaguer et rédige diverses œuvres de théâtre, en castillan également.

## Œuvres
- Mariola
- Flors de Xúquer
- Cants de la Ribera (1911)
- Veus de natura
- Rondalles del poble (1890)
- Llegendes i tradicions valencianes (1899)
- Rebrotada (1915)